# Ифечукву, Амоби
Амоби Окечукву Ифечукву (англ. Amobi Okechukwu Ifechukwu; род. 1 марта 1997, Варри, Нигерия) — нигерийский футболист, нападающий клуба «Флорешты».

## Биография
Футбольную карьеру начал в клубе «Хартленд», где провёл сезон 2015/16.
В 2018—2019 годах выступал на Украине за любительский клуб «Каховка». В 2018 году оформил «золотой дубль», выиграв с клубом чемпионат и Кубок Херсонской области. В 2019 году стал обладателем Суперкубка Херсонской области, забив один из голов в ворота «Дружбы» из Новониколаевки (4:0).
13 августа 2021 года подписал контракт с молдавским клубом «Флорешты». В Национальном дивизионе Молдавии дебютировал 15 августа в матче против «Сфынтул Георге» (1:5), заменив в перерыве Лаурентиу Читану.